# Центральний (Володарський район)
Центральний (рос. Центральный) — робітниче селище в Володарському районі Нижньогородської області Російської Федерації.
Населення становить 2924 особи. Входить до складу муніципального утворення робітниче селище Центральний.

## Історія
Від 2009 року входить до складу муніципального утворення робітниче селище Центральний.

## Населення
| 1989  | 1999  | 2002  | 2008  | 2009  | 2010  | 2011  |
| ----- | ----- | ----- | ----- | ----- | ----- | ----- |
| 2428  | ↘1850 | ↗3870 | ↗3999 | ↘3674 | ↘2957 | ↗2958 |
| 2012  | 2013  | 2014  | 2015  | 2016  | 2017  |       |
| ↗2973 | ↘2918 | ↘2801 | ↘2766 | ↗2827 | ↗2917 |       |